# Elizaberth Chipeleme
Elizaberth Chipeleme (sinh ngày 4 tháng 8 năm 1992) là một vận động viên cầu lông người Zambia.

## Sự nghiệp
Năm 2013, cô đại diện cho Đại học Zambia thi đấu tại Đại học Mùa hè ở Kazan, Nga. Cô là á quân tại giải đấu quốc tế Botswana 2015 trong sự kiện đôi nữ kết hợp với Ngandwe Miyambo. Họ đã bị đánh bại bởi Ogar Siamupangila và Grace Gabriel trong các ván đấu thẳng. Cặp đôi này đã là á quân tại giải đấu quốc tế Zambia 2016, và bán kết tại Botswana International 2016. Trong sự kiện đôi nam nữ, cô đã hợp tác với Topsy Phiri và họ là những người vào chung kết tại giải đấu quốc tế Ethiopia 2016. Cô cũng là người vào chung kết đơn nữ tại Giải vô địch cầu lông Top 16 ở Lusaka. Trong trận chung kết, cô đã bị Ngandwe Miyambo đánh bại trong các ván đấu thẳng. Chipeleme là một phần của đội Zambian để giành HCĐ tại Giải vô địch cầu lông châu Phi 2017.

## Thành tích

### Thử thách / sê-ri quốc tế của BWF
Đôi nữ
| Năm  | Giải đấu         | Đồng đội                        | Đối thủ                                                               | Tỉ số                 | Kết quả |
| ---- | ---------------- | ------------------------------- | --------------------------------------------------------------------- | --------------------- | ------- |
| 2016 | Quốc tế Zambia   | liên_kết=\|viền Ngandwe Miyambo | liên_kết=\|viền Evelyn Siamupangila liên_kết=\|viền Ogar Siamupangila | Đi bộ                 | Á quân  |
| 2015 | Botswana quốc tế | liên_kết=\|viền Ngandwe Miyambo | liên_kết=\|viền Grace Gabriel liên_kết=\|viền Ogar Siamupangila       | 11 trận21, 17 trận 21 | Á quân  |

Đôi nam nữ
| Năm  | Giải đấu         | Đồng đội                    | Đối thủ                                    | Tỉ số                 | Kết quả |
| ---- | ---------------- | --------------------------- | ------------------------------------------ | --------------------- | ------- |
| 2016 | Quốc tế Ethiopia | liên_kết=\|viền Topsy Phiri | liên_kết=\|viền Ahmed Salah Menna Eltanany | 15 trận 21, 9 trận 21 | Á quân  |

     Giải đấu thách thức quốc tế BWF
     Giải đấu quốc tế BWF
     Giải đấu Dòng tương lai của BWF